# Designåret 2005
Designåret 2005, den svenska regeringens temaår 2005, var ett projekt som syftade till att lyfta fram designens roll i samhället och uppmärksamma att det vi använder till vardags är formgivet, något som man ofta inte tänker på.
Designåret fick drygt 60 miljoner kronor för att genomföras. Designåret lyckades locka till sig sju departement och minst lika många ministrar. Näringsdepartementet satsade stort på Designåret. 